# Липовский (Волгоградская область)
Липовский — хутор в Клетском районе Волгоградской области России. Входит в состав Перелазовского сельского поселения. Население 82 чел. (2010) .

## История
В соответствии с Законом Волгоградской области от 14 февраля 2005 года № 1003-ОД «Об установлении границ и наделении статусом Клетского района и муниципальных образований в его составе», хутор вошёл в состав образованного Перелазовского сельского поселения.

## География
Расположен в западной части региона, в степи, у подножия Донской гряды, являющейся частью Восточно-Европейской равнине, по обоим берегам реки Куртлак.
Уличная сеть состоит из трёх географических объектов: ул. Заречная, ул. Луговая, ул. Молодёжная.
Абсолютная высота 84 метра над уровнем моря.

## Население
| 2010 |
| ---- |
| 82   |

Гендерный состав
По данным Всероссийской переписи населения 2010 года в гендерной структуре населения из 82 человек мужчин — 43, женщин — 39 (52,4 и 47,6 % соответственно).
Национальный состав
Согласно результатам переписи 2002 года, в национальной структуре населения
русские составляли 48 %, цыгане 43 % от общей численности населения в 180 чел..

## Инфраструктура
Личное подсобное хозяйство.

## Транспорт
Просёлочные дороги.